# كوماركا

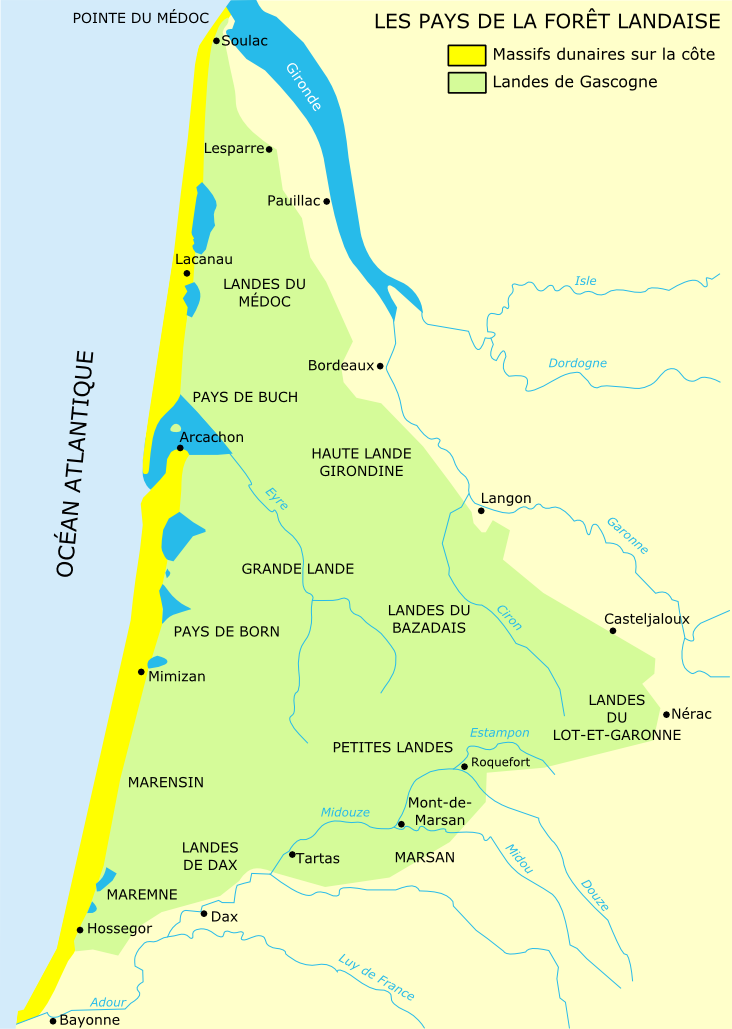

الدَائِرَة أو كُمَركَة أو كُمركا أو قُمرقة أو قُمرقا أو (نقحرة: كوماركا) (بالإسبانية: Comarca)‏ هي تقسيم إداري في إسبانيا في أوروبا ودول أخرى أصغر من المقاطعة.